# Folksjukdom
En folksjukdom är en sjukdom som drabbar stora delar av befolkningen i ett visst land.

## Folksjukdomar i Sverige
År 1988 inrättades på statsministern Ingvar Carlssons initiativ den så kallade Folkhälsogruppen som gav följande definition på begreppet folksjukdom:
Hälsoproblem bör betraktas som folksjukdomar/folkhälsoproblem beroende på hur vanliga de är, deras allvarlighetsgrad, om de ökar eller minskar och hur de fördelar sig i befolkningen. Konsekvenserna för individer och samhälle och möjligheter att göra något åt problemen måste också vägas in.
På 1800-talet och första halvan av 1900-talet var folksjukdomarna främst svåra infektioner som tuberkulos.
Folkhälsomyndigheten anger följande exempel på folksjukdomar i Sverige på 2000-talet:
- hjärt- och kärlsjukdomar
- vissa cancersjukdomar
- diabetes mellitus
- även psykisk ohälsa kan ses som en folksjukdom (framför allt neuropsykiatriska diagnoser, samt sjukskrivningar för depression, ångest och stressyndrom)